# نوتي بوتي (كهف)
نوتي بوتي (بالإنجليزية: Nutty Putty Cave) هو كهف يوجد في الولايات المتحدة. وهو من الكهوف المعروفة بممراتها الضيقة ، تم إغلاقه للجمهور منذ عام 2009 بعد الحادث المميت للطالب جون إدوارد وبعد محاولات لإنقاذه ولكن لم يستطع أحد من ذلك ولاتزال جثته هناك حتى اليوم.

## سينما
صدر فيلم عن الحادث بعنوان The Last Descent.